# Vetiver-Öl

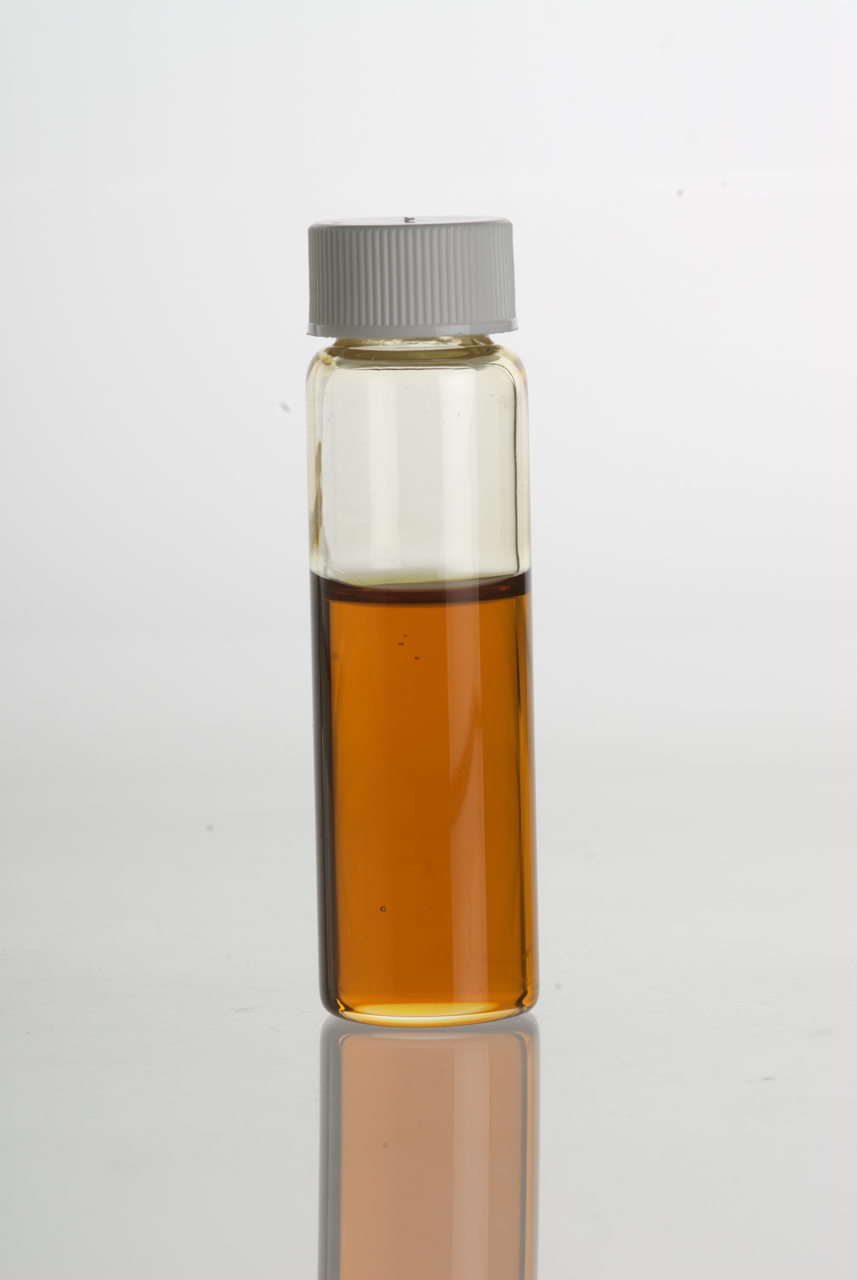
Vetiveröl aus Vetiveria zizanioides

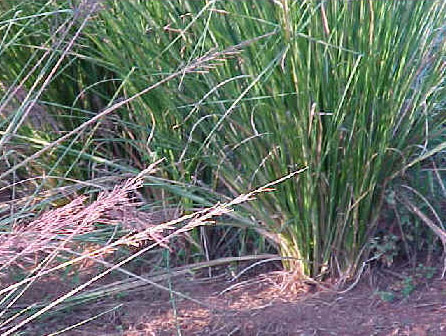
Vetiver (Vetiveria zizanioides)

Vetiveröl (auch: Vetyver- oder Vetyvert-Öl) ist ein ätherisches Öl, das aus Vetiver, einem ursprünglich aus dem tropischen Asien kommenden Süßgras, gewonnen wird.

## Gewinnung
Vetiveröl wird durch Wasserdampfdestillation aus den Wurzeln der tropischen Grasart Vetiveria zizanioides gewonnen. Typische Ursprungsländer sind Réunion (Sorte „Bourbon“), Haiti, Indonesien, Brasilien, China und Indien. Die Weltjahresproduktion von Indonesien liegt bei etwa 100  Tonnen.

## Eigenschaften
Das Öl ist dickflüssig, braun bis rötlich-braun; der Geruch wird als schwer, erdig, balsamisch beschrieben. Die Dichte liegt zwischen 0,978 und 0,998 g·ml−1, es ist löslich in Ethanol und unlöslich in Wasser. Der Brechungsindex bei 20 °C liegt zwischen 1,521 und 1,526. Da verschiedene Grasarten verarbeitet werden und dabei frische und getrocknete Wurzeln zum Einsatz kommen, gibt es große Qualitätsunterschiede bei den im Handel angebotenen Ölen.

## Inhaltsstoffe
Die Hauptbestandteile von Vetiveröl sind α-Vetivon (auch: Isonootkaton, α-Vetiveron, 5–10 %) und β-Vetivon (3–5 %), Khusimol (10–15 %) und Isovalencenol (5–10 %). Daneben sind in dem komplexen Gemisch weitere Sesquiterpenoide enthalten (Kohlenwasserstoffe, Alkohole, Ketone, Aldehyde, Säuren). 

α-Vetivon
β-Vetivon
Khusimol

Biosynthetische Quelle der beiden Strukturisomere α- und β-Vetivon sind Eudesman-Sesquiterpene.

## Verwendung
Vetiveröl wird in der Parfümherstellung, Aromatherapie und Naturheilkunde verwendet und dient zugleich als Räucherwerk. Es wird auch als Insektenabwehrmittel eingesetzt und zeigt antimikrobielle Eigenschaften.
Für die Herstellung von Parfüm ist der Riechstoff Vetiverylacetat von großer Bedeutung. Technisches Vetiverylacetat ist ein Stoffgemisch, das durch Acetylierung von Vetiveröl mit Acetanhydrid gewonnen wird und vorwiegend die Acetate der veresterbaren Alkohole des Vetiveröls enthält. In diesem treten die bitteren, rauchigen und deutlich erdigen Nuancen des Vetiveröls in den Hintergrund, während sich die holzig-balsamischen Duftbestandteile viel eleganter entfalten.